# Antoine Gombaud
Antoine Gombaud, denominado Chevalier de Méré (Condado de Poitou, 1607 — 29 de dezembro de 1684), foi um nobre e jogador francês.
Seu nome é relacionado ao cálculo matemático de jogos de azar. Em 1654 buscou auxílio de Blaise Pascal, porque já não tinha mais sucesso com seus calculados jogos. Com a ajuda de Pierre de Fermat as chances de ganho de dois jogos de dados foram determinadas exatamente.